# Ефект Фарадея

Схематичне зображення обертання площини поляризації в магнітному полі

Ефе́кт Фараде́я полягає у виникненні оптичної активності в середовищі під дією магнітного поля.
При поширенні світла в оптично ізотропному середовищі або в напрямку оптичної осі кристалу і прикладанні магнітного поля вздовж напрямку поширення світла, ефект Фарадея проявляється у повертанні площини поляризації світла на кут, який лінійно залежить від напруженості магнітного поля.
Знак повертання площини поляризації світла при ефекті Фарадея не залежить від знаку хвильового вектора.
Явище зміни площини поляризації в магнітному полі відкрив у 1845 Майкл Фарадей.

## Поясненення ефекту Фарадея
Ефект Фарадея пояснюється тим , що оптичні властивості намагніченої речовини не можна охарактеризувати одним показником заломлення {\displaystyle n}. Під дією магнітного поля показники заломлення {\displaystyle n_{+}} і {\displaystyle n_{-}} для циркулярно право- і лівополярізованого світла стають різними. Внаслідок цього право- і лівополяризовані складові лінійно поляризованого світла поширюються уздовж магнітного поля через речовину з різними фазовими швидкостями. Виникає різниця  ходу, лінійно залежна від довжини шляху. В результаті площина поляризації монохроматичного світла з довжиною хвилі {\displaystyle \lambda }, що пройшло у середовищі шлях {\displaystyle l}, повертається на кут
{\displaystyle \Theta ={\frac {\pi l(n_{+}-n_{-})}{\lambda }}}.
У слабких магнітних полях різницю {\displaystyle n_{+}-n_{-}} лінійно залежить від напруженості поля {\displaystyle H} і кут фарадеєвого обертання описується формулою 
{\displaystyle \ \Theta =\nu Hl}
де {\displaystyle \nu } (стала Верде) залежить від довжини світлової хвилі, властивостей речовини і її температури.